# Union mondiale de billard
L'Union mondiale de billard (UMB) est une organisation internationale responsable des compétitions de billard carambole.

## Histoire
Elle fut fondée le 1er juin 1959 à Madrid en Espagne. Son rôle est de promouvoir le billard carambole ainsi que de diriger et de contrôler les compétitions.
L'UMB est affiliée à la Confédération mondiale de billard sportif (en) (World Confederation of Billiard Sports - WCBS). Elle a pour membres les différentes confédérations continentales (Confédération européenne de billard, Asian carom billiard confederation, Confederacion panamericana de billar) ainsi que quelques fédérations nationales non-rattachées aux confédérations continentales (Fédération algérienne de billard, Fédération égyptienne de billard, USA billard association).
L'UMB est présidée par l'Égyptien Farouk Barki (au 17 janvier 2016).
L'UMB organise notamment le championnat du monde de 3 bandes.

## Palmarès de l'UMB
- Championnat du monde de billard carambole partie libre
- Championnat du monde de billard carambole cadre 47/2
- Championnat du monde de billard carambole cadre 71/2
- Championnat du monde de billard carambole cadre 47/1
- Championnat du monde de billard carambole 1 bande
- Championnat du monde de billard carambole pentathlon
- Championnat du monde de billard carambole artistique
- Championnat du monde de billard carambole à 3 bandes